# Chimaphila japonica
Chimaphila japonica là một loài thực vật có hoa trong họ Thạch nam. Loài này được Miq. mô tả khoa học đầu tiên năm 1866.